# Solanum griffithii
Solanum griffithii là loài thực vật có hoa trong họ Cà. Loài này được (Prain) C.Y. Wu & S.C. Huang miêu tả khoa học đầu tiên năm 1978.